# Vincenzo Monti

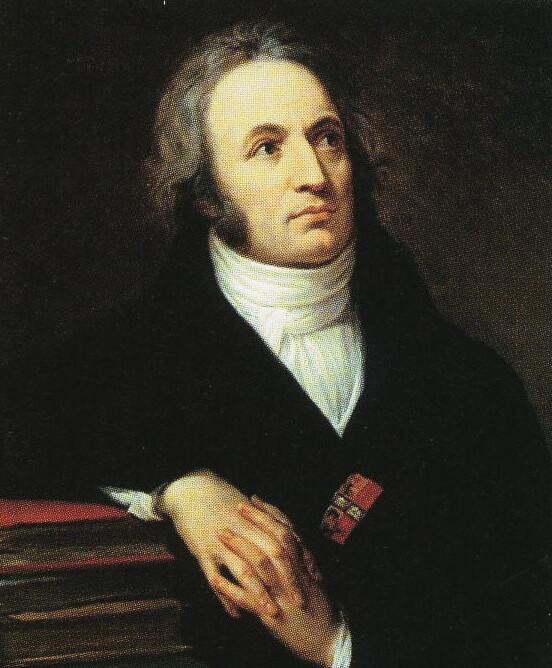
Vincenzo Monti.

Vincenzo Monti (* 19. Februar 1754 in Alfonsine bei Ravenna; † 13. Oktober 1828 in Mailand) war ein italienischer Schriftsteller und berühmter Nationaldichter.

## Leben

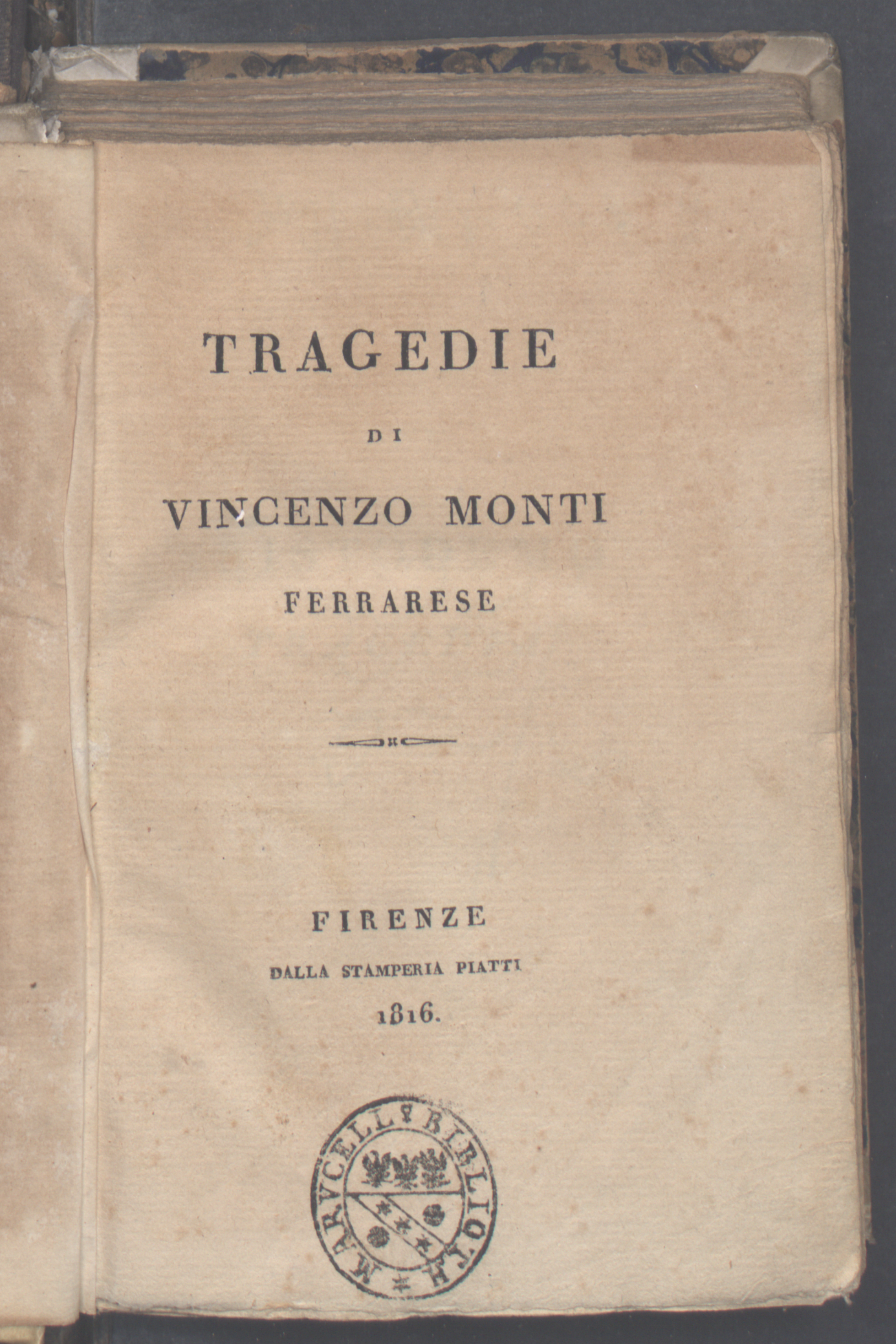
Tragedie, 1816

Monti war der Sohn des Fedele Maria Monti und dessen Ehefrau Adele Mazzari. Monti studierte an der Universität Ferrara Medizin und Rechtswissenschaften und begann bereits während seines Studiums mit seinem lyrischen Schaffen. Seine ersten Gedichte verfasste er in Latein, später in Italienisch. Mit 24 Jahren bekam Monti eine Anstellung in Rom bei Conte Luigi Braschi Onesti, einem Neffen von Papst Pius VI. Verschafft hatte diese ihm der Kardinal Scipio Scafarelli Borghese, der ihn 1778 mit nach Rom nahm.
Angeregt durch die Werke von Vittorio Alfieri begann Monti in Rom auch Bühnenstücke zu verfassen. 1785 konnte er dort mit der Uraufführung seiner Tragödie Aristodemo mit großem Erfolg debütieren.
Im Januar 1793 wurde der Gesandte Frankreichs Hugo Basseville auf offener Straße ermordet, weil er sich mit dem Zeichen der Revolutionäre – der Kokarde – geschmückt hatte. Dieses Geschehen thematisierte Monti in seinem Gedicht Cantica in morte Ugo Basseville. Er hatte aber kaum einen Erfolg damit, obwohl er sich formal eng an Dante Alighieri anglich.
Seine antirevolutionäre Einstellung kam zwar in satirischen Gedichten, z. B. La Feroniade oder La Musogonia zum Ausdruck, begeisterte sich aber trotzdem am politischen Umschwung, den Napoleons mit seinen Truppen brachte. Die 1797 entstandene epische Dichtung Il Prometeo zeugt von dieser Haltung. Später bekam er sogar eine Anstellung in der Verwaltung der Republik Cisalpina.
Als sich Napoleon 1799 vor den russisch-österreichischen Truppen zurückzog, ging Monti nach Paris. Auch dort veröffentlichte er Einiges. Am bekanntesten aus dieser Zeit dürfte sein Gedicht Mascheroniana sein, das er anlässlich des Todes von Lorenzo Mascheroni am 14. Juli 1800 verfasste. Auch dieses lehnt sich stilmäßig eng an Dante Alighieri an, besteht aus drei Gesängen und blieb aber unvollendet.
Nach der Schlacht von Marengo kehrte Monti 1800 nach Italien zurück und wurde als Prof. der Beredsamkeit an die Universität Mailand berufen. Später wechselte er an die Universität Pavia, wo er jedoch nur noch die Eröffnungsreden bei Semesteranfang hielt. Anlässlich der Krönung Napoleons zum König von Italien, wurde Monti 1805 zum offiziellen Historiographen und Hofdichter ernannt. Als solcher verfasste er Allerlei zu Ehren der kaiserlichen Familie und natürlich verherrlichte Monti in seiner Lyrik die Politik Napoleons. Das Gedicht „Bardo della Selva nera“ in sieben Gesängen ist ein gutes Beispiel seiner Verherrlichung der napoleonischen Siege.
Als Kaiser Franz I. von Österreich Napoleon stürzte, wurde er ebenfalls gebührend mit vielerlei Gedichten gewürdigt und gehuldigt. Seine Begeisterung für Napoleon schadete Monti wohl nicht, da er unter den Österreichern weiterhin als Hofdichter fungierte.
In seinen letzten Lebensjahren übersetzte er in hervorragender Weise Homers Ilias und veröffentlichte zusammen mit Conte Giulio Perticari einen Kommentar zum Wörterbuch der Accademia della Crusca, der er seit 1812 angehörte.
Im Alter von 74 Jahren starb Vincenzo Monti am 13. Oktober 1828 in Mailand.

## Werke
- Aristodemo
- Caio Gracco
- Cantica in morte di Ugo Basseville
- La Feroniade
- Galeotto Manfredi
- Il Prometeo
- La Mascheroniana
- La Musogonia